# Ona Ràfols i Perramon
Ona Ràfols i Perramon (Barcelona, 1988) és considerada una de les millors esportistes de curses d'orientació espanyoles. Posseeix 8 títols de campiona d'Espanya d'orientació.

## Carrera esportiva
Llicenciada en medicina, Ona Ràfols va començar a competir en curses d'orientació amb 8 anys.
Esportista d'elit (reconeguda en el programa ARC de la Generalitat de Catalunya), forma part del Club Orientació Catalunya i posseeix 8 títols de campiona d'Espanya (5 d'ells individuals i dos de relleus). És integrant de les seleccions espanyoles des del 2003, amb les quals va disputar tres campionats del món júnior (del qual va ser subcampiona el 2008) i cinc d'absoluts. En aquests, l'any 2009 va ser la segona orientadora catalana a disputar una final. L'any 2008 va rebre el guardó a la millor esportista i millor orientadora universitària de Catalunya. L'any 2009 va ser campiona d'Espanya universitària de llarga i mitjana distància i el 2010 es proclamà campiona d’Espanya absoluta en les quatre disciplines de les curses d’orientació a peu: llarga i mitjana distància, esprint i relleus. Als campionats de 2011 i 2012 va repetir podi en esprint, relleus i mitjana distància. En el Campionat del Món Universitari de 2012 va aconseguir una medalla de bronze en els relleus.
A nivell internacional, ha participat en diferents ocasions en relleus d'orientació de renom com el Jukola, que se celebra a Finlàndia, o el Tiomila de Suècia. Tant la seva àvia (Pilar Lladó i Badia), mare i tieta (Laura i Neus Perramon Lladó), així com el seu germà Biel han estat campions d'Espanya d'orientació en més d'una ocasió.